# Liste der Wappen im Landkreis Offenbach
Diese Liste zeigt die Wappen der Städte und Gemeinden sowie Wappen von ehemals selbständigen Gemeinden und aufgelösten Landkreisen im Landkreis Offenbach in Hessen.
In dieser Liste werden die Wappen mit dem Gemeindelink angezeigt.

Wappen des Landkreises Offenbach[1]
Lage des Landkreises Offenbach in Hessen
Lage des Landkreises Offenbach in Deutschland

## Wappen der Städte und Gemeinden
- Kreisstadt
Dietzenbach[2]
- Stadt
Dreieich[3]
- Gemeinde
Egelsbach[4]
- Gemeinde
Hainburg[5]
- Stadt
Heusenstamm[6]
- Stadt
Langen (Hessen)[7]
- Gemeinde
Mainhausen[8]
- Stadt
Mühlheim am Main[9]
- Stadt
Neu-Isenburg[10]
- Stadt
Obertshausen[11]
- Stadt
Rodgau[12]
- Stadt
Rödermark[13]
- Stadt
Seligenstadt[14]

## Wappen ehemaliger Städte und Gemeinden

Kreisstadt Dietzenbach
Stadt Dreieich
Ortsteil Buchschlag[15]

Stadt Mühlheim am Main Ortsteil Dietesheim
Stadt Mühlheim am Main Ortsteil Dietesheim
Stadt Dreieich Ortsteil Dreieichenhain[16]
Stadt Rodgau Ortsteil Dudenhofen[17]
Stadt Seligenstadt Ortsteil Froschhausen[18]
Stadt Dreieich Ortsteil Götzenhain[19]
Stadt Rodgau Ortsteil Hainhausen[20]
Gemeinde Hainburg Ortsteil Hainstadt
Stadt Obertshausen Ortsteil Hausen
Stadt Rodgau Ortsteil Jügesheim
Gemeinde Hainburg Ortsteil Klein-Krotzenburg
Stadt Seligenstadt Ortsteil Klein-Welzheim
Stadt Mühlheim am Main Ortsteil Lämmerspiel
Gemeinde Mainhausen Ortsteil Mainflingen
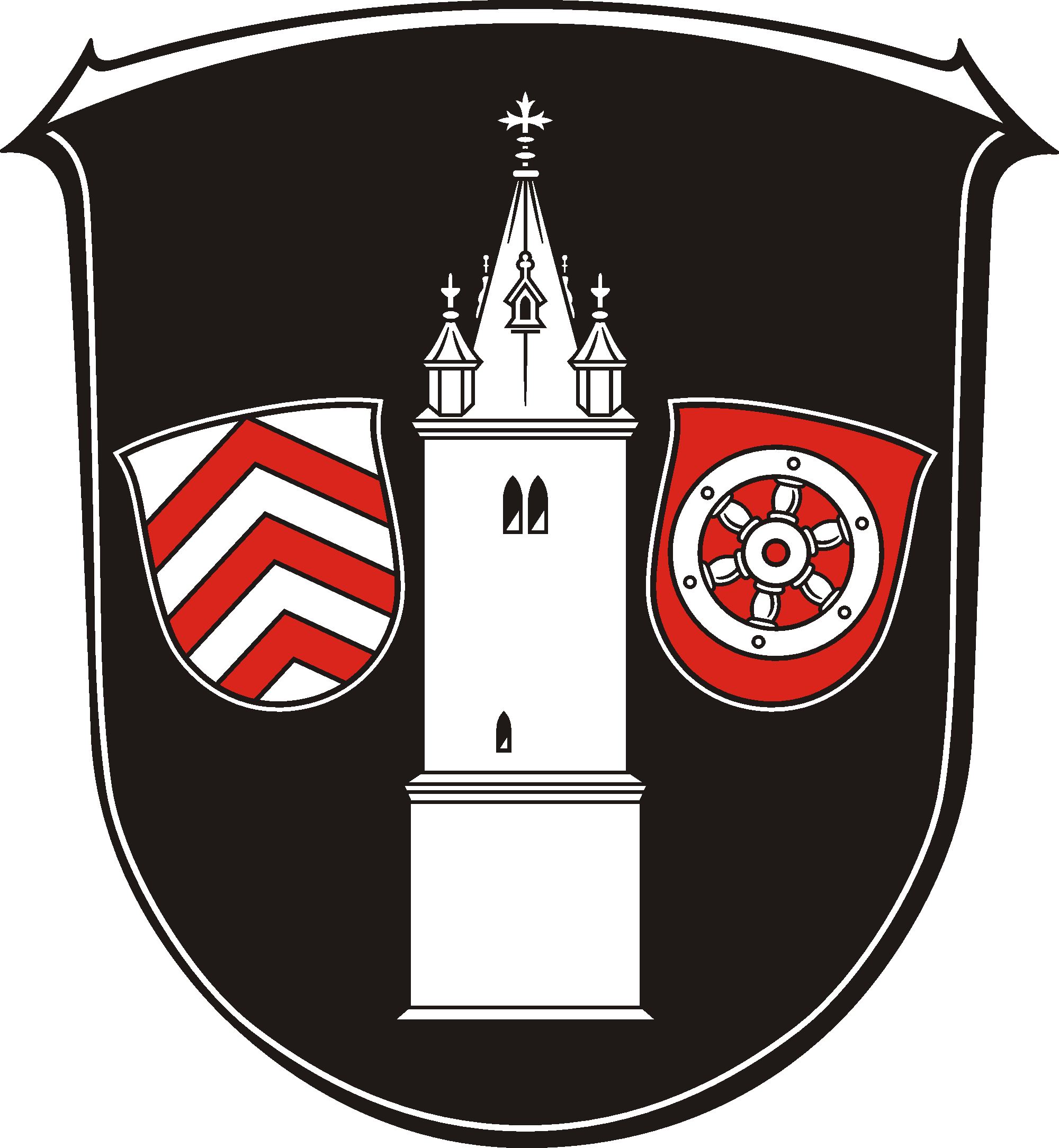
Stadt Rodgau Ortsteil Nieder-Roden
Stadt Rödermark Ortsteil Ober-Roden
Stadt Obertshausen Ortsteil Obertshausen
Stadt Dreieich Ortsteil Offenthal
Stadt Dreieich Ortsteil Sprendlingen
Stadt Rödermark Ortsteil Urberach
Stadt Rodgau Ortsteil Weiskirchen
Gemeinde Mainhausen Ortsteil Zellhausen
Stadt Neu-Isenburg Ortsteil Zeppelinheim
Gemeinde Hainburg
Ortsteil Hainstadt[21]
- Stadt Obertshausen
Ortsteil Hausen[22]
- Stadt Rodgau
Ortsteil Jügesheim[23]
Gemeinde Hainburg
Ortsteil Klein-Krotzenburg[24]
Stadt Seligenstadt
Stadt Langen (Hessen)
Ortsteil Klein-Welzheim[25]
- Stadt Mühlheim am Main
Ortsteil Lämmerspiel[26]
Gemeinde Mainhausen
Stadt Mühlheim am Main
Ortsteil Mainflingen[27]
- Stadt Rodgau
Ortsteil Nieder-Roden[28]
- Stadt Rödermark
Ortsteil Ober-Roden[29]
- Stadt Obertshausen
Ortsteil Obertshausen[30]
- Stadt Dreieich
Ortsteil Offenthal[31]
- Stadt Dreieich
Ortsteil Sprendlingen[32]
- Stadt Rödermark
Ortsteil Urberach[33]
- Stadt Rodgau
Ortsteil Weiskirchen[34]
- Gemeinde Mainhausen
Ortsteil Zellhausen[35]
Stadt Neu-Isenburg
Stadt Obertshausen
Stadt Rodgau
Stadt Rödermark
Stadt Seligenstadt
Ortsteil Zeppelinheim[36]

## Blasonierungen
1. ↑  Landkreiswappen: „In silbernem Schild ein grüner Eichbaum mit drei goldenen Eicheln, belegt mit einem von Silber und Rot gespaltenem Schildchen, darin vorn zwei schwarze Balken, hinten ein halbiertes silbernes Rad am Spalt.“
2. ↑  Dietzenbach: „Im roten Schild ein silberner Schrägrechtsbalken mit aufgelegtem blauen Wellenband, links oben und rechts unten je eine goldene Traube mit jeweils zwei grünen Blättern an grünem Stengel.“
3. ↑  Dreieich: „In Silber ein roter Schild mit silbernem Hirsch, darüber ein wachsender, fünfblättriger Eichenzweig mit drei goldenen Eicheln.“
4. ↑  Egelsbach: „In Silber ein grüner Eichenzweig mit drei Eicheln aus einem roten Herz wachsend.“
5. ↑  Hainburg: „Gevierter Schild, rechts oben das silberne, sechsspeichige Mainzer Rad auf Rot, links oben drei rote Sparren auf Silber, rechts unten drei rote Ziegel (2:1) auf Silber und links unten ein silbernes lateinisches Kreuz auf Rot.“
6. ↑  Heusenstamm: „Unter rotem Schildhaupt von drei gestürzten Spitzen in Silber ein grün bewurzelter Eichbaum mit sechs Blättern und drei goldenen Eicheln.“
7. ↑  Langen: „In Gold ein grüner Eichenzweig mit drei roten Eicheln, unten überdeckt mit einem gestummelten schwarzen Ast.“
8. ↑  Mainhausen: „In geviertem Schild rechts oben in Rot in silbernes, steigendes Pferd, links oben ein rotes (Mainzer) Rad auf Silber, rechts unten ein Sendemast mit drei roten, in konzentrischen Kreisen angeordneten Sendewellen auf Silber, links unten ein silberner Tannenzapfen auf Rot.“
9. ↑  Mühlheim am Main: „In Blau ein silbernes Mühlrad, darüber drei vierblättrige silberne Blüten mit goldenem Butzen.“
10. ↑  Neu-Isenburg: „Schild gespalten; vorne neunmal von Rot und Silber geteilt; hinten geteilt; oben in Silber zwei schwarze Balken, unten von Rot und Gold geteilt.“
(Genehmigt durch Urkunde des Großherzoglichen Kreisamtes vom 15. Juli 1899.)
11. ↑  Obertshausen (Fusion): „In durch drei Spitzen geteiltem Schild oben in Rot ein schreitender goldener Löwe, unten in Silber ein aufgerichteter grüner, zweiblättriger Eichenzweig mit einer Eichel.“
12. ↑  Rodgau: „In Blau und Rot einen gewellten silbernen Schräglingsbalken, belegt mit fünf Sternen, begleitet oben rechts von einer silbernen Rose mit silbernen Kelchblättern – diese belegt mit einem roten Herzen, dem ein schwarzes Kreuz aufliegt (Lutherrose) – unten links von einem sechsspeichigen silbernen Mainzer Rad.“
13. ↑  Rödermark: „In Gold ein roter Sparren, darunter pfahlweise ein siebenblättriger strahlenförmig aufgerichteter Lindenzweig und ein rotes, sechsspeichiges Mainzer Rad“
14. ↑  Seligenstadt: „Schild gespalten. Rechts im goldenen Feld ein halber rotbewehrter und rotbekrönter schwarzer Adler, links im roten Feld ein halbes sechsspeichiges silbernes Rad. Beide Figuren am Spalt“
15. ↑  Buchschlag: „In rotem Schildhaupt ein silberner Eichenzweig mit drei Eicheln (Dreieich). Darunter im Silber der rote Stumpf einer Buche, aus dessen beiden Seiten je ein frischer Trieb mit roten Blättern wachsend (Buchschlag).“
16. ↑  Dreieichenhain: „In silbernem Schild ein bewurzelter grüner Eichbaum mi drei goldenen Eicheln.“
17. ↑  Dudenhofen: „Schild geteilt. Oben in goldenem Feld drei rote Sparren (Hanau) und unten in blauem Feld eine silberne, fünfblättrige Rose, belegt mit einem roten Herz, inmitten ein schwarzes Kreuz (Lutherrose).“
18. ↑  Froschhausen: „In rotem Schild ein goldener Frosch, beseitet von je einem silbern beblätterten Schilfstengel mit schwarzen Kolben.“
19. ↑  Götzenhain: „In silbernem Schild eine rote Kapelle, beseitet von je einer grünen Eiche.“
20. ↑  Hainhausen: „In silbernem Schild eine rote Turmburg, belegt mit dem Eppstein’schen Schildchen (drei rote Sparren in Silber).“
21. ↑  Hainstadt: „In silbernem Schild oben drei roten Sparren, unten drei rote Ziegel.“
22. ↑  Hausen: „Schild von Gold und Rot geteilt (Hanau bzw. Schönborn). Oben ein grüner Eichenzweig mit drei Eicheln (Bannforst Dreieich), unten eine silberne Tasche (Hausen).“
23. ↑  Jügesheim: „In silbernem Schild ein aufrechter, grüner Eichenzweig, gleichmäßig beseitet von je einer roten Hirschstange.“
24. ↑  Klein-Krotzenburg: „In Rot oben ein sechsspeichiges silbernes Mainzer Rad, darunter ein lateinisches silbernes Kreuz.“
25. ↑  Klein-Welzheim: „In Rot über einem silbernen Wels das silberne Mainzer Rad.“
26. ↑  Lämmerspiel: „In Rot ein schräglinker silberner Wellenbalken mit drei schwarzen Deutschordenskreuzen mit goldenem Rand, darüber ein silbernes Mainzer Rad, darunter ein goldenes Mühlrad.“
27. ↑  Mainflingen: „In rotem Schild über einem silbernen Wellenband ein silbernes, steigendes Roß.“
28. ↑  Nieder-Roden: „In Schwarz ein silberner Kirchturm, beseitet rechts von dem Eppsteinschen Schild: drei rote Sparren in Silber, links von dem Mainzer Schild: einem silbernen Rad in Rot.“
29. ↑  Ober-Roden: „In goldenem Schild über gezinntem roten Mauerwerk wachsend ein blaues Schwert, darüber ein roter Sparren.“
30. ↑  Obertshausen (Ortsteil): „In Rot eine silberne Turmburg unter drei gestürzten silbernen Spitzen.“
31. ↑  Offenthal: „Schild gespalten; vorn: im roten Feld ein silberner Meißel, überdeckt von einem silbernen Winkeleisen; hinten: im silbernen Feld ein grüner Eichenzweig mit drei goldenen Eicheln.“
32. ↑  Sprendlingen: „In silbernem Schild ein roter Hirsch über einen grünen Dreiberg schreitend.“
33. ↑  Urberach: „In rotem Schild ein sechsspeichiges silbernes Rad (Kurmainz), belegt mit einem goldenen Pfahl, darauf eine schwarze Tonvase (Urberach).“
34. ↑  Weiskirchen: „Auf blauem Grund über goldenem Boden eine silberne Kirche mit rotem Dach und goldenem Turmkreuz, der Turm von vier goldenen Mühlrädern beseitet.“
35. ↑  Zellhausen: „In rotem Schild ein silberner Tannenzapfen.“
36. ↑  Zeppelinheim: „In silbernem Schilde die blaue Weltkugel, belegt mit einem silbernen Zeppelin Luftschiff.“